# 元柳原町
元柳原町（もとやなぎはらちょう）は、愛知県名古屋市北区にあった地名。1丁目から3丁目まであった。

## 地理
名古屋市北区南西部に位置する。東は清水町、西は柳原町、南は深田町、北は八坪町に接していた。西から順に1丁目～3丁目があった。

## 歴史

### 地名の由来
柳原 (名古屋市)#歴史を参照のこと。

### 沿革
- 1934年（昭和9年）6月1日 - 東区杉村町字柳原の一部により東区元柳原町として成立[2]。
- 1944年（昭和19年）2月11日 - 北区成立に伴い編入[3]。
- 1980年（昭和55年）11月23日[4] - 柳原1～4丁目・清水1～5丁目に編入され消滅[3]。